# Bleach (album)
Bleach bylo první studiové album skupiny Nirvana vydané Sub Popem roku 1989 ve složení Kurt Cobain, Krist Novoselic, Chad Channing a Jason Everman. Nahrávání celé desky stálo pouhých 600 dolarů, které si Kurt půjčil od Evermena, ale nikdy je nevrátil.
Bleach je vlastně sbírkou těch nejpovedenějších skladeb Nirvany od jejího vzniku do roku 1989, proto mají písně různý charakter, díky čemuž se album stalo častou volbou studentských rádií. Prodejnost byla ovšem velmi nízká, neboť Sub Pop nezajistil dobrou reklamu.
Zpočátku Kurt prosazoval název Too Many Humans, poté se však rozhodl pojmenovat album podle plakátku vyzývajícího narkomany k čištění jehel bělidlem slovy bleach your works before you get stoned.
Negativ na obalu symbolizuje kontrast mezi jednotlivými skladbami.

## Skladby
Všechny skladby napsal Kurt Cobain, pokud není uvedeno jinak
| Pořadí | Název                   | Autor              | Délka |
| ------ | ----------------------- | ------------------ | ----- |
| 1.     | Blew                    | Cobain             | 2:54  |
| 2.     | Floyd the Barber        | Cobain             | 2:18  |
| 3.     | About a Girl            | Cobain             | 2:48  |
| 4.     | School                  | Cobain             | 2:42  |
| 5.     | Love Buzz               | Robbie van Leeuwen | 3:35  |
| 6.     | Paper Cuts              | Cobain             | 4:06  |
| 7.     | Negative Creep          | Cobain             | 2:56  |
| 8.     | Scoff                   | Cobain             | 4:10  |
| 9.     | Swap Meet               | Cobain             | 3:03  |
| 10.    | Mr. Moustache           | Cobain             | 3:24  |
| 11.    | Sifting                 | Cobain             | 5:22  |
| 12.    | Big Cheese              | Cobain, Novoselic  | 3:42  |
| 13.    | Downer (jenom CD verze) | Cobain             | 1:43  |